# Lech Bijałd
Lech Bijałd (ur. 29 września 1929 w Krakowie, zm. 21 października 2010) – polski aktor teatralny i filmowy.

## Życiorys
Podczas II wojny światowej był członkiem Armii Krajowej. Absolwent Państwowej Wyższej Szkoły Aktorskiej w Krakowie (1950). Po ukończeniu studiów występował w Teatrze Śląskim im. Stanisława Wyspiańskiego w Katowicach (1950-1953), Teatrze Młodego Widza w Krakowie (1953-1955), Teatrze Dramatycznym (im. Adama Mickiewicza) w Częstochowie (1956-1959), Teatrze im. Aleksandra Węgierki w Białymstoku (1959-1960) oraz Teatrze im. Juliusza Osterwy w Gorzowie Wielkopolskim (1967-1968). Następnie zawodowo związał się na stałe z Krakowem, gdzie grał w Teatrze Ludowym (1968-1973, 1977-1980) oraz Teatrze „Bagatela” (1974-1977, 1980-1986). Ponadto wystąpił w trzech spektaklach Teatru Telewizji (1964-1984) oraz jednej audycji Teatru Polskiego Radia (1954).
Został pochowany na cmentarzu komunalnym w Ustrzykach Dolnych.

## Filmografia
- Wysokie loty (1978)
- Zamach stanu (1980) - Herman Lieberman
- Polonia Restituta (1981)
- Polonia Restituta (1981)
- Lawina (1984)
- Zamach stanu (1985) - Herman Lieberman